# Épidémie du National Hotel

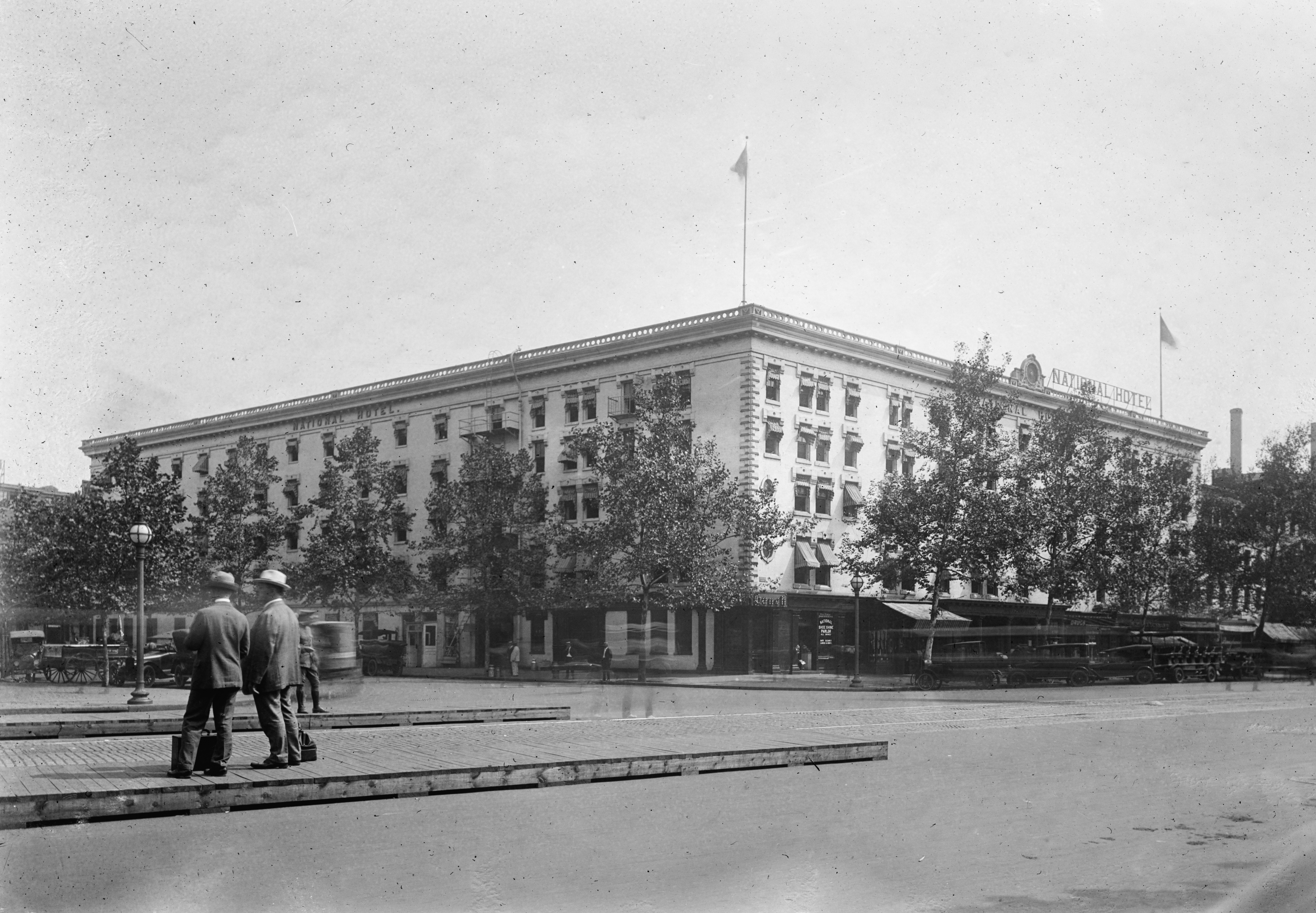
L'Hôtel National à Washington, DC, États-Unis, le lieu de la mystérieuse maladie.

L’épidémie du National Hotel est une maladie non identifiée qui débute en janvier 1857 dans le plus grand hôtel de Washington DC. Selon certains témoignages, jusqu'à 400 personnes tombent malades et près de trois douzaines meurent. Bien que des spéculations aient existé à propos d'une tentative d'empoisonnement des clients de l'hôtel, cette hypothèse n'est pas prouvée. Au XXIe siècle, les experts médicaux attribuent l'épidémie à une « dysenterie provoquée par le système d'égouts primitif de l'hôtel. »

## Déroulement
L'épidémie touche principalement les clients de la salle à manger de l'hôtel, mais pas ceux qui fréquentent le bar. L'épidémie débute à la mi-janvier 1857 et le nombre de nouveaux cas diminue à partir de fin de janvier 1857 jusqu'à la mi-février. L'épidémie repart en flèche lorsque de nombreuses personnes sont invitées à l'inauguration présidentielle du 4 mars 1857.

## Symptômes
Les symptômes manifestés par les personnes malades se traduisent par des diarrhées persistantes, souvent accompagnées d'une colique intense. Les personnes touchées ressentent de la prostration et des nausées, tandis que leur langue traduit une inflammation des muqueuses de l'estomac. Les symptômes se poursuivent après leur départ de l'hôtel. Après des épisodes de diarrhées matinales, les personnes étaient touchées par des vomissements.
Le major George McNeir, âgé de 64 ans et originaire de la ville de Washington, est une des personnes qui dînent dans cet hôtel durant la première vague de l'épidémie. Il commence à développer les symptômes après son dîner, et il en décède ensuite. Il est le seul malade à avoir fait l'objet d'un autopsie après son décès.

## Hypothèses
Un médecin cité par le journal de Philadelphie The Times a émis l'hypothèse d'un empoisonnement. Cependant, cette hypothèse est critiquée car d'autres personnes ont affirmé que le réservoir d'eau de l'hôtel National n'était utilisé que pour le lavage. L'eau potable était apportée depuis l'extérieur de l'établissement. De l'arsenic est cependant employé pour dératiser l'hôtel, et un des rats empoisonnés est découvert dans le réservoir d'eau après que les invités ne tombent malades.
Le maire de Washington, DC, avec un comité choisi par le conseil de santé, soumet un rapport qui nie l'hypothèse de l'empoisonnement. Il n'y avait aucune preuve d'inflammation des intestins. Le comité soutient que la maladie était transmise par inhalation de miasmes, provenant de la décomposition de légumes et d'animaux. Il avançait que l'infection était entrée dans l'hôtel National par un égout, relié à l'égout de la Sixième rue[réf. nécessaire].
En 1857, un constructeur d'égouts remarque une ouverture de l'égout situé au coin sud-ouest de l'hôtel National, égout qui se connecte à l'égout menant à la rue. Selon lui, à travers l'ouverture se répandait un gaz fétide, entrant suffisamment rapidement pour éteindre la flamme d'une bougie. Cette hypothèse est examinée, mais le comité ne trouve aucune preuve d'un empoisonnement par l'eau, d'une intoxication alimentaire, ni d'un empoisonnement à l'arsenic.

## Décès

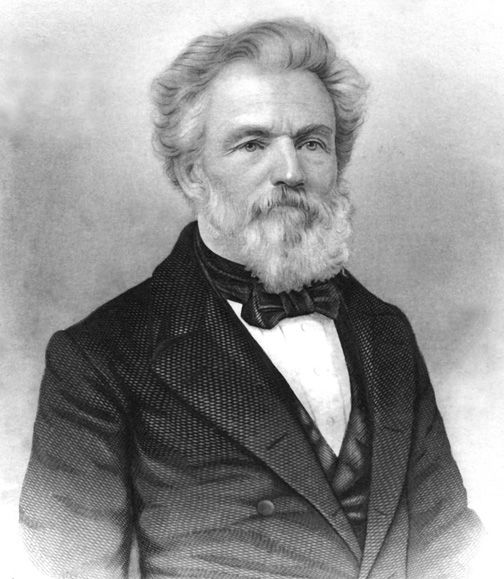
John A. Quitman, représentant des États-Unis.

Parmi les quelque trois douzaines de morts se trouvaient plusieurs membres du Congrès :
- John Montgomery (Pennsylvanie), représentant des États-Unis, mort en avril 1857 ;
- John Quitman (Mississippi), représentant des États-Unis mort en juillet 1858 des séquelles de la maladie ;
- David Robison (Pennsylvanie), mort en juin 1859 des complications de la maladie contractée à l'hôtel.

Le neveu de James Buchanan est également décédé de l'épidémie. À l'origine, il devait être le secrétaire personnel de son oncle.

## Hôtel
Le National Hotel est construit à la fin des années 1820. Après d'autres mésaventures, dont un incendie en 1921, il est acquis en 1929 par le gouvernement municipal du district de Columbia et il est démoli en 1942. Le site est occupé par le Newseum jusqu'à sa fermeture en décembre 2019.